# Verdrag van Wenen (1738)
Het Verdrag van Wenen werd getekend op 18 november 1738 in Wenen tussen het Heilig Roomse Rijk en Frankrijk, na de dood van de laatste telg der Medicis, namelijk Gian Gastone de' Medici in 1737. Er bestond reeds een voorakkoord in 1735. Het was het laatste internationale verdrag van belang dat werd opgesteld in het Latijn.

## Opzet
Het verdrag wilde een einde maken aan de Poolse Successieoorlog en bepalen wie van beide kandidaten, Stanislaus Leszczyński (Franse kandidaat) of Frederik August II keurvorst van Saksen (kandidaat van de keizer), koning mocht worden van Polen.

## Bepalingen
- Keurvorst Frederik August II van Saksen krijgt de koningskroon van Polen onder de naam August III van Polen.
- Stanislaus Leszczyński krijgt het hertogdom Lotharingen en het hertogdom Bar. Bijkomende bepalingen: 1° Stanislaus moet alle pretenties op de Poolse troon laten varen doch mag als ex-koning de koningstitel van Polen formeel dragen. 2° Als Stanslaus sterft (1766) gaan zijn hertogdommen over naar de Franse kroon. Voor deze sterfdatum bestuurden de Fransen al mee de twee hertogdommen, onder leiding van Lodewijk XV, Stanislaus' schoonzoon.
- Hertog Frans III Stefan van Lotharingen, getrouwd met Maria Theresia van Oostenrijk, dochter van keizer Karel VI verliest zijn stamland Lotharingen, dat hiermee het Rooms-Duitse Rijk verlaat. Als compensatie krijgt hij het groothertogdom Toscane in opvolging van Gian Gastone de' Medici. Toscane blijft Oostenrijks, zonder de familie de Medicis aan de macht. Als kleinere compensaties voor het verlies van Lotharingen krijgt Frans Stefan de titels van graaf van Falkenstein, graaf van Saarwerden en markgraaf van Nomeny. Deze laatste titel bezorgt Frans Stefan een zitje in de Rijksdag van het Rooms-Duitse Rijk.
- De  Pragmatieke Sanctie kwam nog eens op tafel. Frans Stefan krijgt van de Fransen een zeker perspectief op de keizerskroon van het Rooms-Duitse Rijk.
- Don Carlos, zoon van Filips V van Spanje, hertog van Parma deed afstand van het hertogdom Parma en liet zijn aanspraken op Toscane vallen. Daarvoor kreeg hij het koninkrijk der Beide Siciliën, toen nog koninkrijk Napels en koninkrijk Sicilië.
- De koning van Sardinie en hertog van Savoye, Karel Emanuel III kreeg de provincies Novara en Tortona van het hertogdom Milaan.